# Anatol Gugel
Anatol Gugel (n. 6 aprilie 1922, Iași, România – d. 13 septembrie 2022, Chișinău, Republica Moldova) a fost un poet, eseist, publicist și traducător moldovean de etnie evreiască, eminent al culturii, deținător al medaliei „Mihai Eminescu” și Artist de onoare al RSS Moldovenești (1971).
A fost membru al Uniunii Scriitorilor din Moldova din 1946 până la moartea sa. Este autorul a peste 40 de cărți de poezie (inclusiv 10 cărți pentru copii) și jurnalism. 

## Biografie
S-a născut la 6 aprilie 1922, la Iași, în familia avocatului Moișe Gughel și a asistentei Olga Perlmuter (1886-1941), originară din Chișinău. Tatăl a murit l-a scurt timp de tifos, iar mama, cu copilul de șase luni, s-a întors la Chișinău, la părinții săi. Și-a făcut studiile la liceul „B. P. Hasdeu” din Chișinău, unde s-a împrietenit cu viitorul scriitor Alexandru Cosmescu. Și-a luat bacalaureatul în 1941, după care și-a continuat studiile la Institutul Pedagogic din Chișinău. La începutul celui de-al doilea război mondial, s-a evacuat împreună cu institutul la Buguruslan în Siberia, unde și-a continuat studiile. După absolvirea institutului, în 1944, s-a întors la Chișinău, consacrându-se scrisului.
A debutat cu poezii în revista „Licurici” a Liceului „B. P. Hasdeu” din Chișinău în martie 1940.
Debutează editorial cu plachetele de versuri „Generația mea” (1951) și „Schimbul nostru” (1952). A fost secretar de redacție la ziarele „Tinerimea Moldovei” (1945) și „Moldova Socialistă” (1959), redactor-șef adjunct la revista „Moldova” (1966-1996), unde a cultivat o publicistică de calitate, inclusiv la rubrica permanentă „De la Naslavcea la Giurgiulești”.
Publică prezentări la cărțile de versuri ale lui Vitalie Tulnic, Emil Loteanu, ș.a. Este autorul volumelor de poezii: „Fereastra cu trei mușcate” (1956), „Sonata lumii” (1965), „Lanterna magică” (1978), „Crug” (1982), „Post-scriptum” (1998) etc. 
În 2004 publică volumul de sinteză „Am fost odată ca niciodată”. Tot în 2004, este distins cu Premiul de excelență al Uniunii Scriitorilor din Moldova.

## Cărți publicate
Cărți de versuri:
- Generația mea (Debut editorial), Editura de Stat a Moldovei, Chișinău, 1951;
- Schimbul nostru, Editura de Stat a Moldovei, Chișinău, 1952;
- Povestea gorunului, Editura de Stat a Moldovei, Chișinău, 1954;
- Nistrule, pe malul tău, ed. Școala Sovietică, Chișinău, 1956;
- Fereastra cu trei mușcate, Editura de Stat a Moldovei, Chișinău, 1956;
- Poezii și poeme, ed. Cartea Moldovenească, Chișinău, 1959;
- Ostroave verzi, ed. Cartea Moldovenească, Chișinău, 1962;
- Visătorii, ed. Cartea Moldovenească, Chișinău, 1963;
- Sonata lunii, ed. Cartea Moldovenească, Chișinău, 1965;
- Cutia de rezistență, ed. Cartea Moldovenească, Chișinău,1968;
- Scoica sarmatică, ed. Cartea Moldovenească, Chișinău, 1969;
- Versuri, ed. Cartea Moldovenească, Chișinău, 1970;
- Caietul în scoarțe de chihlimbar, ed. Cartea Moldovenească, Chișinău, 1975;
- Lanterna magică, ed. Literatura artistică, Chișinău, 1978;
- Înșiră-te, mărgărite, ed. Literatura artistică, Chișinău, 1979;
- Crug, Chișinău, ed. Literatura artistică, 1982;
- Post-scriptum, ed. Ruxanda, Chișinău,1998;
- 8O viață de om, Chișinău, 2002;
- Am fost odată ca niciodată, poezii și poeme, ed. Pontos, Chișinău,2004.

Cărți de publicistică:
- Pe-un picior de plai, ed. Cartea Moldovenească, Chișinău, 1960;
- Drumeție. Oameni și locuri, ed. Lumina, Chișinău, 1975;
- Har, ed. Literatura artistică, Chișinău, 1982.

Cărți pentru copii:
- Eu, Anicuța și Radu, Chișinău,1962;
- Flota mea, Chișinău, 1964;
- Știubeiul cu povești, Chișinău, 1982;
- Adio, Cioco, Chișinău, 1985.